# Girl (singel Destiny’s Child)
„Girl” – singel amerykańskiego zespołu Destiny’s Child. Utwór pochodzi z albumu Destiny Fulfilled na kompilacji #1's. Twórcami tej piosenki są Beyoncé Knowles, Kelly Rowland, Michelle Williams, Rodney Jerkins, Ric Rude, Angela Beyince, Sean Garrett, Patrick Douthit, Don Davis oraz Eddie Robinson.

## Lista utworów
Girl [SINGLE]
1. Girl (Radio Version)
2. Girl (Junior Vasquez Club Dub)
3. Girl (Js Club Mix)
4. Girl (The Freshman Remix)
5. „Got's My Own"

Girl – Remixes [Single]
1. Girl (Single Version)
2. Girl (Maurice Joshua „U Go Girl” Remix)
3. Girl (Single Version Instrumental)
4. Girl (Junior Vasquez Club Dub)
5. Girl (JS Club Mix)

## Inne wersje singla
- „Girl” (Radio Edit)
- „Girl” (Instrumental)
- „Girl” (Junior Vasquez Club Dub Mix)
- „Girl” (Maurice’s Junior Club Mix)
- „Girl” (Maurice’s Classic U GO GIRL Vocal Mix)
- „Girl” (Maurice’s Classic U GO GIRL Extended Mix)
- „Girl” (Maurice’s Classic U GO GIRL Remix Radio Edit Part 1)
- „Girl” (Maurice’s Classic U GO GIRL Remix Radio Edit Part 2)
- „Girl” (Maurice’s Js Club Mix)
- „Girl” (The Freshman Remix)
- „Girl” (The Freshman Remix – Extended Version)
- „Girl” (Kardinal Beats Remix)

## Pozycje na listach przebojów
| Lista (2005)                 | Najwyższa pozycja |
| ---------------------------- | ----------------- |
| Australian ARIA Charts       | 5                 |
| Austrian Singles Charts      | 56                |
| Belgium Official Chart       | 26                |
| Canadian Singles Charts      | 28                |
| Chinese Singles Charts       | 9                 |
| Danish Singles Charts        | 13                |
| Dutch Singles Chart          | 24                |
| German Singles Charts        | 38                |
| Greece Singles Charts        | 16                |
| Irish Singles Charts         | 8                 |
| Italian Singles Charts       | 12                |
| New Zealand Singles Charts   | 6                 |
| Swedish Singles Charts       | 49                |
| Swiss Singles Charts         | 26                |
| UK Singles Charts            | 6                 |
| U.S. Billboard Hot 100       | 23                |
| U.S. Hot R&B/Hip-Hop Singles | 10                |
| U.S. Hot Digital Songs       | 46                |
| U.S. Pop 100                 | 36                |
| U.S. Hot Ringtones           | 9                 |